# リンズビーチ
株式会社リンズビーチ（Lins BEACH Co.,Ltd）は、2010年9月に設立した、音楽プロダクション。

## 所属アーティスト
- MOTOR HOTEL
- 山崎裕也
- 貝田由里子

## 所属クリエイター
- 岩崎誠司（MOTOR HOTEL）
- 山崎裕也（MOTOR HOTEL）
- シマダユウキ/嶋田祐樹
- 内山栞